# New-irelanddwerghoningeter
De new-irelanddwerghoningeter (Myzomela pulchella) is een zangvogel uit de familie Meliphagidae (honingeters).

## Verspreiding en leefgebied
Deze soort is endemisch in de bergen van het eiland Nieuw-Ierland in de Bismarckarchipel.

## Status
De grootte van de populatie is niet gekwantificeerd maar de soort wordt omschreven als vrij algemeen. Op de Rode lijst van de IUCN heeft deze soort de status niet bedreigd.